# ۵۵ (پیش از میلاد)
۵۵ (پیش از میلاد) ۵۵مین سال قبل از تقویم میلادی است.